# Reserva ecológica de Vicente López
La reserva ecológica de Vicente López, también denominada reserva de Vicente López, es un espacio verde protegido situado en la costa del Río de la Plata del barrio de La Lucila en el partido de Vicente López, nordeste de la provincia de Buenos Aires, Argentina, en el área de conurbación Gran Buenos Aires.

## Características generales
La reserva de Vicente López se encuentra en el barrio de La Lucila del partido de Vicente López, en el sector comprendido entre las calles Paraná y Darwin, y desde Eduardo Ramseyer y las vías del tren hasta el río. Su entrada se encuentra en las coordenadas: 34°29'30.39"S 58°28'46.13"O.
En sus 2 hectáreas de superficie, el visitante puede observar un variado conjunto de especies de animales y vegetales nativos de la ribera platense. Posee un centro de interpretación para fácilitar la educación ambiental.
Al ser una reserva natural urbana, sus roles principales son la educación e interpretación ambiental, la conservación de los recursos biológicos, la investigación científica, la participación de la ciudadanía y, por último, el esparcimiento de la población.
El clima del área es subtropical marítimo, gracias a la acción morigeradora del gran río, formado con aguas provenientes de latitudes intertropicales. La temperatura anual promedio es de 17,6 °C, y las precipitaciones anuales totalizan alrededor de 1150 mm, estando repartidas especialmente entre los meses cálidos. En invierno suelen presentarse suaves heladas.
Parte de la reserva es inundada en las sudestadas, aunque su ingreso (y egreso) está artificialmente controlado. El agua permanece en la superficie del sauzal sólo algunas horas, actuando como aportes extras a la precipitación y manteniendo el subsuelo con agua dulce siempre disponible para las raíces de las leñosas.

## Infraestructura y servicios para el visitante
Para mejorar la calidad de la visita, cuenta con un centro de visitantes con un pequeño museo donde se exponen especies taxidermizadas del área. Posee 750 metros de senderos que recorren la totalidad de los ambientes presentados. Cuenta con barandas, 1 puente y 2 pasarelas de 75 y 80 m, construidas en madera. Un alto mangrullo/mirador permite contemplar vistas tanto hacia la laguna como hacia el río y la ciudad de Buenos Aires. Folletería y cartelería mejorar el acceso a la información de las características del lugar. Toda el área está rodeada por alambrado olímpico perimetral.
Entre el río y la reserva, y sobre 350 metros de frente costero, se extiende un parque público con césped, juegos para niños, bancos, y mesas, el cual está forestado con árboles nativos. Este parque posee la misma altura que la parte alta de la reserva: 8 metros sobre el nivel medio del río, cifra muy superior a la altura máxima histórica registrada de sus aguas, desde que se toman registros. En él es posible practicar actividades deportivas, hacer pícnic, o simplemente tomar sol. Es un atractivo extra que complementa la visita a la reserva.

## Historia
Buena parte de la superficie actualmente protegida era parte del Río de la Plata. Sólo la franja lindera a las vías poseían un terreno que, si bien inundable en las sudestadas, mantenía vegetación arbórea y arbustiva, separada de las aguas del río por un ancho cordón de juncales. El área natural original comprendía desde el asentamiento costero hasta la calle Paraná. El naturalista Ricardo Barbetti desarrolló una tarea de promoción y defensa de este ecosistema relíctico, impulsando que el destino del mismo sea legalmente una reserva biológica declarada a perpetuidad, logrando finalmente que sea creada el 25 de marzo de 1983 como «Área de Preservación Ecológica» (APE) por ordenanza municipal N.º 4765.
Diez años después, en el año 1993, el consejo deliberante dio sanción a una ordenanza que facultó al departamento ejecutivo a suscribir un convenio entre el municipio de Vicente López y la Asociación Escuela Lincoln. El convenio definitivo se firmó el 23 de junio de 2000. Mediante dicho acuerdo, se rellenarían en un total de 7 ha hasta alcanzar el nivel de 8 metros sobre la cota del río, entre lo que sería el campo de deportes privado, el parque público, y la reserva, pero cercenó, de manera legal, la mayor parte de la superficie silvestre remanente, ya que en ella fue construido el campo de deportes de esa escuela privada. Las obras serían llevadas a cabo por el municipio de Vicente López; a cambio, la institución educativa debía encargarse de mantenga el sector del parque público de manera adecuada. De esa manera quedó limitada el área protegida a sólo 3,5 hectáreas, claramente insuficientes para mantener poblaciones mínimas de la mayor parte de las especies de vertebrados.
Para conformarla se mantuvo en un pequeño sector lindero al asentamiento el bosque original, y a este se le rodeó con una medialuna de altos rellenos de escombros, encerrando así un sector del río que quedó como una laguna artificial. Se la conectó al río mediante un túnel, por lo que el agua del río entra y sale de la misma según el nivel del Plata.
Fue inaugurada, con su formato y límites actuales, el 29 de diciembre de 2000.

## Patrimonio biológico
Si bien la superficie de 2 hectáreas es pequeña, las características del predio lo hacen poseer una importante riqueza en biodiversidad.

### Flora
La idea era representar, como un ejemplo educativo, cada uno de los ecosistemas que primigeniamente poseía el municipio, recreándolos con sus especies características. Se hizo (y aún se continúa haciéndolo) mediante la técnica de restauración ambiental, plantando cada árbol, arbusto, enredadera, o hierba en su específico hábitat, con ejemplares generados desde semilla en el propio vivero de la reserva.
Se han registrado 387 especies de plantas vasculares, de ellas, 140 especies son exóticas, y 247 especies son nativas, de estas últimas 70 especies fueron reintroducidas mediante plantaciones.

#### Pastizal pampeano
Recrea en la reserva al distrito fitogeográfico pampeano oriental de la provincia fitogeográfica pampeana, el cual se hacía presente originalmente en el municipio en la penillanura que se extendía desde las barrancas hacia el interior.
En la reserva este ambiente es muy difícil de mantener como tal pues el clima poco helador y bastante húmedo favorece a que sea cubierto por especies leñosas, además de las herbáceas exóticas, como la pata de perdiz (Cynodon dactylon) y el kikuyo (Cenchrus clandestinus). A pesar de esto, es posible encontrar en él algunas de las especies características del mismo, como el plumerillo (Cortaderia selloana) y las flechillas (Piptochaetium bicolor, Stipa hyalina y Stipa neesiana), y algunos de sus arbustos, como Grindelia pulchella y la chilca (Baccharis spicata).

#### Talar
En el municipio este bioma boscoso se situaba, principalmente, en la barranca del río. Lo integran plantas pertenecientes al subdistrito fitogeográfico del tala del distrito fitogeográfico del algarrobo, perteneciente a la provincia fitogeográfica del espinal. Estas están adaptadas a condiciones de aridez, con leñosas —de madera dura— cubiertas de espinas y de hojas pequeñas, además de cactáceas terrestres. La especie dominante es el tala (Celtis ehrenbergiana), y lo acompañan el ombú (Phytolacca dioica), el espinillo (Acacia caven), el molle (Schinus longifolius), el algarrobo blanco (Prosopis alba), el coronillo (Scutia buxifolia), el sombra de toro (Jodina rhombifolia), etc.

#### La selva marginal
La selva marginal se desarrolla sobre albardones inundables. Esta selva marginal pertenecen al distrito fitogeográfico de las selvas mixtas de la provincia fitogeográfica paranaense, y sus especies descienden por las galerías selváticas que bordean al río Uruguay, y en mucha menor medida el río Paraná. Antaño cubría los albardones de las islas del delta inferior del río Paraná, algunos sectores restringidos de la costa bonaerense del Río de la Plata superior y las desembocaduras de los cursos de agua en el mismo, pero hoy ha quedado reducida a unas pocas hectáreas de gran valor ecológico.
El estrato arbóreo está integrado por: el laurel negro (Ocotea acutifolia), el chal-chal (Allophylus edulis), el mata ojo (Pouteria salicifolia), el blanquillo (Sebastiania brasiliensis), el yerba del bugre (Lonchocarpus nitidus), el tarumá (Citharexylum montevidense), el palo amarillo (Terminalia australis), los canelones (Myrsine laetevirens y Myrsine parvula), la anacahuita (Blepharocalyx salicifolius), el ingá y el timbó colorado (Enterolobium contortisiliquum).
Bajo el estrato superior se desarrollan los estratos arbustivos y herbáceos. Se encuentran malvas (Pavonia malvaceae), y el tala gateador (Celtis iguanea), así como helechos, los que se desarrollan sobre el sustrato o troncos caídos. Finalmente, se encuentran un estrato escandente y otro epifítico, en donde se encuentran algunas especies de helechos epífitos, una cactácea, una orquídea, y varios claveles del aire.

#### Sauzal
Es un bosque de sauce criollo (Salix humboldtiana), aliso de río (Tessaria integrifolia), y ceibo rioplatense (Erythrina crista-galli var. crista-galli), vegetación característica del delta del Paraná. Entre las plantas que trepan por sus troncos se encuentran la hierba de San Simón (Vernonia scorpioides), y la liana de leche (Metastelama diffusum).

#### Pantano
El área pantanosa rodea buena parte del perímetro de la laguna y forma un ecotono con los sectores bajos del sauzal. Está cubierto por plantas palustres, perfectamente adaptadas a vivir en lugares inundables con agua dulce. En su mayor parte se trata de altas herbáceas rizomatosas; entre ellas destaca la paja brava (Scirpus giganteus), de hojas cortantes, que es empleada por las aves palustres para construir sus nidos, y la totora (Thypha latifolia). El sarandí blanco (Phyllanthus sellowianus) es un arbusto o arbolito que soporta crecer dentro del agua, llegando a unos 4 metros de altura. Lo acompaña la rosa de río (Hibiscus striatus), de ornamentales flores, grandes y rosadas. Durante la primavera el pantano toma un aspecto colorido, a causa de la profusa floración amarilla del europeo lirio amarillo (Iris pseudacorus) especie muy invasora.
También aquí encontramos al sauce criollo y al ceibo, y a estos se suma el curupí (Sapium haematospermum); todos ellos son cubiertos por plantas trepadoras, como la dama de noche (Ipomoea alba), y los guakos (Mikania micrantha y Mikania periplocifolia).

#### Laguna

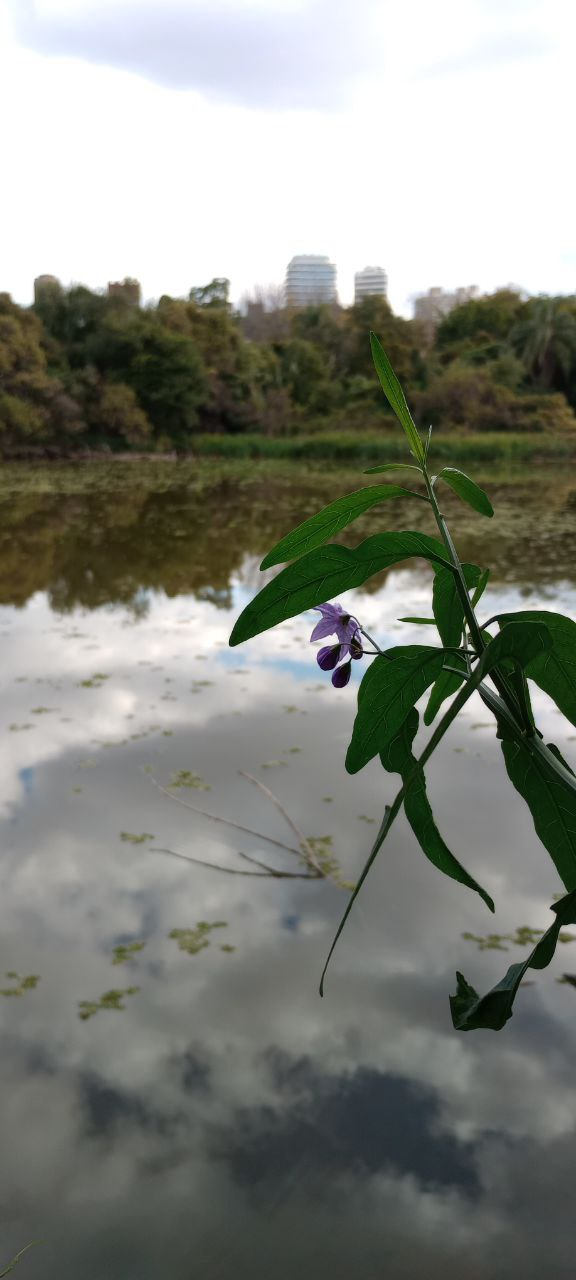
Vista de la laguna, en la Reserva Ecológica de Vicente López. Foto tomada en mayo de 2024.

La laguna es de origen artificial, al haberse creado a fines de la década de 1990 mediante el cerramiento de un sector de las aguas libres del Río de la Plata. Posee una profundidad máxima de 2 metros, si bien esta no es constante al variar la misma con la entrada y salida de agua desde y hacia el río, realizada mediante una tubería controlada y regulada por una compuerta. Durante la temporada cálida, el espejo de agua esta total o parcialmente cubierto por vegetación acuática flotante que forma una alfombra verde, en especial los helechitos de agua (Azolla filiculoides y Salvinia) y los repollitos de agua (Pistia stratiotes). Con los primeros fríos otoñales comienzan a secarse.

#### Juncal
Limitando con la reserva, aunque estrictamente más allá de sus límites, en la costa del Río de la Plata se encuentra el último juncal del municipio de Vicente López. Cumple la función de barrera o rompeolas que protege a las áreas ribereñas de las embestidas del río durante las tormentas. También, entre sus tallos, retiene el sedimento fino que está disuelto en las aguas, o el más grueso y de origen orgánico que flota sobre las mismas. Gracias a esto, la altura del suelo del juncal se va elevando poco a poco, de esa manera ese ambiente va siendo colonizado por otras especies vegetales que precisan para vivir un terreno algo menos inundable. La especie dominante, y que da nombre al ecosistema, es el junco (Schoenoplectus californicus). Cuando el nivel del suelo ya ha comenzado a elevarse, aparecen saetas (Sagittaria montevidensis), cuchareros (Echinodorus grandiflorum), duraznillos de agua (Ludwigia elegans), sarandíes blancos (Phyllanthus sellowianus) y sarandíes colorados (Cephalanthus glabratus).

### Fauna
Un relevamiento aún preliminar determinó que la reserva cobija 11 especies de peces, 7 especies de anfibios, 11 especies de reptiles, unas 150 especies de aves, y 7 especies de mamíferos., entre ellos nutrias.
Entre sus invertebrados destacan sus insectos, en especial las mariposas, siendo las integrantes del clado de ropalóceros (o mariposas diurnas) presentes en la reserva 72 especies.
Esta reserva forma un eslabón más del rosario de reservas de la ribera derecha del Río de la Plata superior,  las que conforman un corredor de biodiversidad que une el delta del Paraná y se continúa por las reservas de parque natural Municipal Ribera Norte  en San Isidro, la de Vicente López en el partido homónimo, ya en la ciudad de Buenos Aires Ciudad Universitaria y Costanera Sur, y Punta Lara, en Ensenada.

## Visitas a la reserva
Se encuentra situada en la costa del Río de la Plata, próxima al punto en que la calle Paraná —límite con el partido de San Isidro— desemboca en dicho río, a la altura de Avenida Libertador al 4000. Desde ese punto está a unos 200 metros hacia el sudeste, se llega por senderos que cruzan el parque público que la separa del río.
Los modos de acceso más comunes a esta reserva ecológica son, además del automóvil —particular o taxi—, varias líneas de colectivos, y el tren.
Es ideal para paseos recreativos, o para avistar aves, plantas, insectos, y naturaleza en general.
Recibe anualmente a unos 40 000 visitantes. Se hacen visitas guiadas por orientadores especializados, tanto diurnas como noctunas, tanto para contingentes de escolares, como para el público en general. La reserva también posee un vivero de plantas nativas, en el cual se producen ejemplares para reintroducir al espacio protegido, y para destinarlos al arbolado urbano de la zona.
Horarios
Se accede gratuitamente. Abre sus puertas de martes a domingo. Permanece cerrada al público sólo en días de lluvia o sudestada.
- Horario otoño-invernal: de 9 a 17 h.
- Horario primavero-estival: de 9 a 18 h.